# East Rockingham
East Rockingham és una concentració de població designada pel cens dels Estats Units a l'estat de Carolina del Nord. Segons el cens del 2000 tenia 3.885 habitants.

## Demografia
Segons el cens del 2000, East Rockingham tenia 3.885 habitants, 1.562 habitatges i 1.071 famílies. La densitat de població era de 437,3 habitants per km².
Dels 1.562 habitatges en un 28,9% hi vivien nens de menys de 18 anys, en un 46,2% hi vivien parelles casades, en un 15,3% dones solteres, i en un 31,4% no eren unitats familiars. En el 27,3% dels habitatges hi vivien persones soles el 12,4% de les quals corresponia a persones de 65 anys o més que vivien soles. El nombre mitjà de persones vivint en cada habitatge era de 2,48 i el nombre mitjà de persones que vivien en cada família era de 2,96.
Per edats la població es repartia de la següent manera: un 24,4% tenia menys de 18 anys, un 9% entre 18 i 24, un 28,4% entre 25 i 44, un 24,1% de 45 a 60 i un 14,1% 65 anys o més.
L'edat mediana era de 37 anys. Per cada 100 dones de 18 o més anys hi havia 93,6 homes.
La renda mediana per habitatge era de 22.263 $ i la renda mediana per família de 26.827 $. Els homes tenien una renda mediana de 26.050 $ mentre que les dones 18.608 $. La renda per capita de la població era de 12.132 $. Entorn del 24,2% de les famílies i el 26,9% de la població estaven per davall del llindar de pobresa.

## Poblacions més properes
El següent diagrama mostra les poblacions més properes.